# الحبلة (كحلان عفار)

تعديل مصدري - تعديل

الحبلة هي إحدى قرى عزلة بنى الطربى بمديرية كحلان عفار التابعة لمحافظة حجة، بلغ تعداد سكانها 75 نسمة حسب تعداد اليمن لعام 2004.